# Ramutė
Ramutė ist ein litauischer weiblicher Vorname, abgeleitet von ramus (ruhig). Die männliche Form ist Ramutis.

## Personen
- Ramutė Ruškytė (* 1958), Verwaltungsjuristin und Verfassungsrichterin (2005–2014)